# Daspo
Il Daspo (da D.A.SPO., acronimo di Divieto di Accedere alle manifestazioni SPOrtive) è una misura prevista dalla legge italiana nata al fine di impedire aggressioni violente nei luoghi degli avvenimenti sportivi e poi allargata alla tutela degli atleti da ogni forma di offesa verbale, quanto meno rimandabile alla sfera razziale.

## Storia

### Antefatto
La normativa introdotta in Italia per contrastare la violenza in occasione di manifestazioni sportive nasce in particolare per le partite di calcio.
Il problema della violenza durante le manifestazioni sportive esplose in tutta la sua gravità il 29 maggio 1985, in occasione della finale di Coppa dei campioni tra Juventus e Liverpool, allo stadio Heysel di Bruxelles, quando la violenza degli hooligans inglesi causò la morte di 39 persone, tra cui 32 italiani. Questo episodio scosse l'opinione pubblica a livello europeo e condusse, sotto l'egida del Consiglio d'Europa, alla firma, e successiva ratifica, di un'apposita convenzione conclusa a Strasburgo il 19 agosto 1985.

### Strumenti pattizi internazionali e sovranazionali
La Convenzione Europea sulla violenza e i disordini degli spettatori durante le manifestazioni sportive, segnatamente nelle partite di calcio si pone l'obiettivo specifico della prevenzione e controllo non soltanto dei fenomeni durante le partite di calcio ma anche inerenti “[…] agli altri sport e manifestazioni sportive, tenuto conto delle loro esigenze specifiche […]”, in cui si temano violenze o disordini degli spettatori.
La Convenzione pone un punto fermo sulle modalità di elaborazione e di attuazione di tali provvedimenti, enfatizzando "[…] una maggiore presenza dei servizi d'ordine […]" e l'adozione, se del caso, di "[…] una legislazione che commini pene appropriate o, all'occorrenza, provvedimenti amministrativi appropriati alle persone riconosciute colpevoli di reati legati alla violenza o disordini degli spettatori […]".
Numerose raccomandazioni, risoluzioni e decisioni da parte delle Istituzioni comunitarie si susseguirono negli anni:
- la Raccomandazione del Consiglio sugli orientamenti per prevenire e limitare i disordini in occasione delle partite di calcio: in cui si suggerisce agli Stati membri di adottare un formulario unico per le relazioni dei servizi di informazione della polizia su gruppi di fomentatori di disordini noti o sospetti e che vi sia scambio di informazioni sulle tecniche per prevenire i disordini in occasioni di manifestazioni sportive di qualunque genere;
- la Risoluzione del Consiglio sulla prevenzione e repressione di atti di teppismo in occasione delle partite di calcio: mediante lo scambio di esperienze, sul divieto di accedere agli stadi e su una politica in materia di mezzi di comunicazione di massa;
- la Risoluzione del Consiglio concernente un manuale per la cooperazione tra forze di polizia a livello internazionale e misure per prevenire e combattere la violenza e i disordini in occasione delle partite nazionali e internazionali di calcio;
- la Decisione del Consiglio concernente la sicurezza in occasione di partite di calcio internazionali, che istituisce punti nazionali d'informazione sul calcio per lo scambio delle informazioni pertinenti, sensibilizzazione sociale e l'agevolazione della cooperazione internazionale tra forze di polizia;
- la Risoluzione del Consiglio per l'adozione negli Stati membri del divieto di accesso agli impianti dove si svolgono partite di calcio di rilevanza nazionale e internazionale.

### La normativa nazionale
La misura venne introdotta con la legge 13 dicembre 1989 n. 401 e ad esse seguirono varie norme: il D.L. 22 dicembre 1994, n. 717 e la successiva conversione in L. 24 febbraio 1995, n. 45; Il Decreto legge 20 agosto del 2001, n. 336 seguito dalla conversione tramite legge del 19 ottobre 2001, n. 377; Il Decreto legge 24 febbraio 2003, n. 28, convertito dalla legge 24 aprile 2003, n. 88; il Decreto legge del 17 agosto 2005, n. 162, con la successiva legge di conversione del 17 ottobre 2005, n. 210 (legge Pisanu) culminando con il DL 8 febbraio 2007, n. 8, convertito con la Legge del 4 aprile del 2007, n. 41 (legge Amato).

## Contenuto
Il Daspo vieta al soggetto ritenuto pericoloso di accedere in luoghi in cui si svolgono determinate manifestazioni sportive.
Il provvedimento viene emesso dal questore e la sua durata va da uno a cinque anni, in base alle modifiche del cosiddetto Decreto Pisanu varato nel febbraio 2007 dopo gli scontri di Catania, che hanno causato la morte dell'Ispettore di Polizia Filippo Raciti.
Può essere accompagnato dall'obbligo di presentazione a un ufficio di polizia in concomitanza temporale delle manifestazioni vietate. Viene sempre notificato all'interessato; nel caso in cui ad esso si affianchi anche la prescrizione della firma, è comunicato anche alla Procura della Repubblica presso il Tribunale competente. Entro 48 ore dalla notifica ne deve seguire la convalida da parte del GIP presso il medesimo Tribunale, solo per la parte attenente la firma. Il Questore può autorizzare l'interessato, in caso di gravi e documentate esigenze, a comunicare per iscritto il luogo in cui questi possa recarsi per apporre le firme d'obbligo in concomitanza delle manifestazioni sportive.

## Critiche
Il fatto che il Daspo possa essere emesso sulla base di una segnalazione e non necessariamente dopo una condanna penale comporta sospetti di incostituzionalità, lamentati soprattutto dal mondo ultras.
In realtà, la Corte Costituzionale, nella sentenza n. 512 del 2002, inquadra la misura del Daspo tra quelle di prevenzione, che possono essere quindi inflitte indipendentemente dalla commissione di un reato.